# Expedice 25
Expedice 25 byla pětadvacátou výpravou na Mezinárodní vesmírné stanici. Expedice byla zahájena odletem kosmické lodě Sojuz TMA-18 od stanice v září 2010 a ukončena odletem Sojuzu TMA-19 26. listopadu 2010. Velitelem expedice byl americký astronaut Douglas Wheelock.
Sojuz TMA-19 a Sojuz TMA-01M sloužily u ISS jako záchranné lodě.

## Posádka
| Pozice            | První část (25. září – 10. října 2010)         | Druhá část (10. října – 26. listopadu 2010)    |
| ----------------- | ---------------------------------------------- | ---------------------------------------------- |
| Velitel           | Douglas Wheelock (1), NASA                     | Douglas Wheelock (1), NASA                     |
| Palubní inženýr 1 |                                                | Alexandr Kaleri (5), Roskosmos (RKK Eněrgija)  |
| Palubní inženýr 2 |                                                | Oleg Skripočka (1), Roskosmos (RKK Eněrgija)   |
| Palubní inženýr 3 |                                                | Scott Kelly (3), NASA                          |
| Palubní inženýr 5 | Fjodor Jurčichin (3), Roskosmos (RKK Eněrgija) | Fjodor Jurčichin (3), Roskosmos (RKK Eněrgija) |
| Palubní inženýr 6 | Shannon Walkerová (1), NASA                    | Shannon Walkerová (1), NASA                    |

V závorkách je uveden dosavadní počet letů do vesmíru včetně této mise.

## Záložní posádka
Záložní posádku tvořili:
- Catherine Colemanová – velitel, NASA
- Sergej Volkov, Roskosmos (CPK)
- Sergej Revin, Roskosmos (RKK Eněrgija)
- Ronald Garan, NASA
- Dmitrij Kondraťjev, Roskosmos (CPK)
- Paolo Nespoli, ESA